# إرهارد ميلخ
إرهارد ميلخ (25 يناير 1972 30 مارس 1892). مشير ألماني أشرف على تطوير سلاح الجو كجزء من إعادة التسلح في ألمانيا بعد الحرب العالمية الأولى، وشغل منصب المدير المؤسس لمنظمة لوفت هانزا دويتشه. وكان ارهارد ميلخ واحدا من عدد قليل من اليهود رفيعي المستوى في الجيش الألماني.

## روابط خارجية
- إرهارد ميلخ على موقع مونزينجر (الألمانية)